# 光泡桐
光泡桐（学名：Paulownia tomentosa var. tsinlingensis）为玄参科泡桐属下的一个变种。

## 扩展阅读
- 維基物種上的相關：光泡桐